# 대우산업개발
대우산업개발은 2011년 재설립된 건설, 외식서비스 기업이다. 본사는 인천광역시 연수구 컨벤시아대로 69 (송도동)에 본사를 두고 있다. 이안(iaan)이란 아파트 브랜드로 잘 알려져 있다. 옛 대우자동차판매의 건설부문에서 대우산업개발로 분리되었다.
대우산업개발 외식사업부는 2013년 11월 프랑스 정통 베이커리 브랜드인 ‘브리오슈 도레’를 서울 여의도에 국내 1호점을 내고, 베이커리 사업에 진출하였다.

## 역사
대우산업개발의 전신은 1966년 설립된 시계사업체 한독이 나중에 자회사인 한독종합건설을 설립해 건설업에 진출해 시작되었다. 1993년 대우자동차에서 자동차판매 부문이 분리된 뒤, 합병 논의를 거쳐 1996년에 합병되자, 한독종합건설은 대우자판의 자회사가 되었다. 그 후 대우자판은 1997년에 한독종합건설을 흡수 합병하여 건설업을 직접 경영하였다.
대우자동차판매의 워크아웃으로 인해 존속법인은 송도개발만 담당하고, 자동차판매 부문과 건설 부문이 각각 분리되면서 2011년 대우산업개발이 설립되었다. 분리 이후 외식업 등에도 진출하여 사업분야가 확장되고 있다.

## 같이 보기
- 대우건설